# 博文登
博文登是德国下萨克森州的一个市镇。总面积63.66平方公里，总人口13381人，其中男性6536人，女性6845人（2011年12月31日），人口密度210人/平方公里。